# Ligne D du métro de New York
 (janvier 2022).
Si vous disposez d'ouvrages ou d'articles de référence ou si vous connaissez des sites web de qualité traitant du thème abordé ici, merci de compléter l'article en donnant les références utiles à sa vérifiabilité et en les liant à la section « Notes et références ».
Pour les articles homonymes, voir Ligne D.
La D Sixth Avenue Express est une ligne (au sens de desserte ou service en anglais) du métro de New York. Sa couleur est l'orange, comme l'IND Sixth Avenue Line sur laquelle elle circule sur la majorité de son tracé à Manhattan.

## Histoire

Ancien icône de la ligne D de 1967 jusqu'en 1979.

## Caractéristiques

### Stations
| Légende | Légende                                                   |
| ------- | --------------------------------------------------------- |
|         | Sert toujours cette station                               |
|         | Sert toujours cette station, sauf la nuit                 |
|         | Service limité                                            |
|         | Sert cette station durant la nuit                         |
|         | Sert toujours cette station, sauf aux heures de pointe    |
|         | Sert cette station durant les heures de points            |
|         | Sert cette station durant la semaine                      |
|         | Sert cette station durant la nuit et les fins de semaines |
|         | Sert cette station durant les fins de semaines            |

|           | Station                                | Horaires                            | Correspondances                     |
| Bronx     | Bronx                                  | Bronx                               | Bronx                               |
| --------- | -------------------------------------- | ----------------------------------- | ----------------------------------- |
|           | Norwood–205th Street                   | Toujours                            |                                     |
|           | Bedford Park Boulevard                 | Toujours                            | (B)                                 |
|           | Kingsbridge Road                       | Toujours                            | (B)                                 |
|           | Fordham Road                           | Toujours                            | (B)                                 |
|           | 182nd-183 rd Streets                   | Toujours, sauf aux heures de pointe | (B)                                 |
|           | Tremont Avenue                         | Toujours                            | (B)                                 |
|           | 174th-175th Streets                    | Toujours, sauf aux heures de pointe | (B)                                 |
|           | 170th Street                           | Toujours, sauf aux heures de pointe | (B)                                 |
|           | 167th Street                           | Toujours, sauf aux heures de pointe | (B)                                 |
|           | 161st Street – Yankee Stadium          | Toujours, sauf aux heures de pointe | (B) · (4)                           |
| Manhattan |                                        |                                     |                                     |
|           | 155th Street                           | Toujours, sauf aux heures de pointe | (B)                                 |
|           | 145th Street                           | Toujours                            | (A) · (B) · (C)                     |
|           | 125th Street                           | Toujours                            | (A) · (B) · (C)                     |
|           | 59th Street – Columbus Circle          | Toujours                            | (A) · (B) · (C) · (1) · (2)         |
|           | Seventh Avenue-53rd Street             | Toujours                            | (B) · (E)                           |
|           | 47th–50th Streets – Rockefeller Center | Toujours                            | (B) · (F) · (M)                     |
|           | 42nd Street-Bryant Park                | Toujours                            | (B) · (F) · (M) · (7) · (<7>)       |
|           | 34th Street – Herald Square            | Toujours                            | PATH                                |
|           | West Fourth Street – Washington Square | Toujours                            | (B) · (F) · (M) · (A) · (C) · (E)   |
|           | Broadway - Lafayette Street            | Toujours                            | (B) · (F) · (M) · (4) · (6) · (<6>) |
|           | Grand Street                           | Toujours                            | (B)                                 |
| Brooklyn  |                                        |                                     |                                     |
|           | DeKalb Avenue                          | Nuit seulement                      | (B) · (N) · (Q) · (R) · (W)         |
|           | Atlantic Avenue – Barclays Center      | Toujours                            | LIRR                                |
|           | Union Street                           | Nuit seulement                      | (N) · (R) · (W)                     |
|           | Ninth Street                           | Nuit seulement                      | (N) · (R) · (W) · (F) · (G)         |
|           | Prospect Avenue                        | Nuit seulement                      | (N) · (R) · (W)                     |
|           | 25th Street                            | Nuit seulement                      | (N) · (R) · (W)                     |
|           | 36th Street                            | Toujours                            | (N) · (R) · (W)                     |
|           | Ninth Avenue                           | Toujours                            |                                     |
|           | Fort Hamilton Parkway                  | Toujours                            |                                     |
|           | 50th Street                            | Toujours                            |                                     |
|           | 55th Street                            | Toujours                            |                                     |
|           | 62nd Street                            | Toujours                            | (N) · (W)                           |
|           | 71st Street                            | Toujours                            |                                     |
|           | 79th Street                            | Toujours                            |                                     |
|           | 18th Avenue                            | Toujours                            |                                     |
|           | 20th Avenue                            | Toujours                            |                                     |
|           | Bay Parkway                            | Toujours                            |                                     |
|           | 25th Avenue                            | Toujours                            |                                     |
|           | Bay 50th Street                        | Toujours                            |                                     |
|           | Coney Island – Stillwell Avenue        | Toujours                            | (F) · (N) · (Q)                     |

## Exploitation
Le parcours normal de la ligne D relie Norwood–205th Street, dans le Bronx au terminus de Coney Island – Stillwell Avenue situé à Coney Island dans le sud de l'arrondissement de Brooklyn. Le réseau est omnibus (arrêt dans toutes les stations) dans le Bronx et sur la BMT West End Line, et express (arrêt aux stations principales seulement) dans Manhattan et dans le nord de Brooklyn. Cependant, pendant les heures de pointe (06h30-09h30 puis 15h30-20h30), le réseau devient express dans le Bronx dans la direction la plus encombrée. Par ailleurs, la desserte contourne la station de DeKalb Avenue et fonctionne en express sous la Fourth Avenue à Brooklyn, sauf la nuit où DeKalb Avenue est aussi desservie et la ligne devient omnibus.

## Matériel roulant
La ligne utilisent uniquement des trains de type R68 depuis 1986.